# Pedro Pedraza y Páez
Pedro José Pedraza y Páez fue un escritor y traductor español de la primera mitad del siglo XX.

## Biografía
Nacido en 1877 en la localidad malagueña de Antequera, publicó obras como Numancia (novela, 1915), La emperatriz Agripina (1915), Popea (1915), La Corte del Faraón ó El Casto José (1915), Los hugonotes (1916), Masaniello (1916), Cristóbal Colón (1916), El sepulcro de los vivos (traducción de Dostoievski, 1917), El crimen y el castigo (traducción de Dostoievski, 1917), El príncipe idiota (traducción, 1919) y Cuentos de los hermanos Grimm (traducción, 1919). Alguna fuente le hace fallecido después de 1950.